# Краусове жлезде
Краусове жлезде или додатне сузне жлезде су мале слузаве помоћне сузне жлезде које се налазе испод очног капка у дубоко у везивном ткиву вежњаче или коњунктиве на месту где се спајају горња и доња вежњача. 

## Етимологија
Краусеове жлезде су добиле име по немачком анатому Карлу Фридриху Теодору Краузеу (1797–1868) из Хановера.

## Анатомија
У пределу форникса горњег очног капка налази се око четрдесет Краусеових жлезда, а у пределу форникса доњег очног капка око 6 до 8. Канали Краусеових жлезда се спајају у прилично дуг синус који се отвара у форниксу вежњаче. Њихова хистолошка структура је иста као и код сузне жлезде, међутим, недостаје им парасимпатичка инервација.

## Функција
Функција ових жлезда је да производе (луче) сузе које облажу површину вежњаче.

## Патологија
У патолошка стања која се могу јавити у Краусеовим жлездама спадају:
- Плеоморфни тумора - аденоми који показује и епителне и мезенхималне елементе. Ови иначе ретки тумори се иначе називају мешовити тумори. Постоје две врсте тумора - бенигни и малигни. Бенигни тип је чешћи. Није метастатогена. Али ако се понови, тумор може развити малигну цитологију, а затим постати отворени карцином. Малигни тип показује подручја отвореног малигнитета и они најчешће метастазирају.[3][4]

- Цисте у цикатрицијалним стањима вежњаче - често се јављају.